# 帶尾雙線美鯰
帶尾雙線美鯰，俗名帶尾鯰，是輻鰭魚綱鯰形目美鯰科的其中一種。

## 分布
本魚分布於南美洲巴西的亞馬遜河流域。

## 特徵
本魚體呈圓筒狀，頭部寬扁，除尾鰭外，各鰭均無色，尾鰭上有黑白色條紋，兩排刺狀骨板覆蓋著魚體。米黃色的體色在腹部和頭部下方消褪成較淺的顏色。體長可達8.4公分。

## 生態
棲息在淡水溪流，性情活潑，喜群游，夜行性，屬雜食性，繁殖時由雄魚築氣泡巢，雌魚則在氣泡巢中產卵。

## 經濟利用
為觀賞性魚類。